# Straw Dogs
Straw Dogs (Brasil: Sob o Domínio do Medo / Portugal: Cães de Palha) é um filme estadunidense de 1971, do gênero ação e suspense, dirigido por Sam Peckinpah e estrelado por Dustin Hoffman.
Tendo estreado na mesma época em que Laranja Mecânica, de Stanley Kubrick, ambos foram criticados por levarem às telas a violência de forma crua, provocando "furiosos debates".

## Enredo
A história do filme é baseada no romance de Gordon Williams, The Siege of Trencher's Farm.
O matemático estadunidense David Summer, vivido por Hoffman, muda-se com a esposa Amy para a cidade natal dela, Wakley, no interior da Inglaterra onde vão morar numa fazenda em reformas; já nas cenas iniciais é possível vislumbrar o choque cultural entre a liberalidade urbana dos recém-chegados em contraste aos moradores do lugar, com Amy chamando a atenção de todos os homens ao vestir uma blusa sem sutiã.
Esse contraste entre o americano e os moradores também é patente quando David entra num bar e ali o velho Tom Hedden o confronta quando este pede um cigarro e ocorre um conflito entre Tom, bêbado, e o policial, major Scott; enquanto isso do lado de fora Amy questiona o morador local Charlie sobre Henry Niles, que sofre de aparente retardo mental, ao avistá-lo brincando com crianças: ao perguntar por quê ele não estava preso, obtém como resposta que ali eles sabem cuidar de si mesmos.
Na fazenda, em reformas, David é questionado pelos trabalhadores que contratou, todos conhecidos de sua esposa, sobre a violência nos Estados Unidos onde negros eram baleados, e outros crimes; fica patente que os empregados alimentam ideias de sabotarem o trabalho, bem como interesse sexual pela esposa do patrão; o casal enfrenta problemas no relacionamento e Amy provoca os trabalhadores aparecendo com os seios à mostra numa janela, como forma de se vingar do marido por seu modo de ser racional e voltado ao estudo.
Novamente no bar local o irmão de Niles é ameaçado pelo velho Tom e seus amigos pelo comportamento do homem junto a crianças, e este diz que ele mesmo tomaria providências caso algo viesse a ocorrer; na fazenda os trabalhos seguem com novas manifestações de repulsa dos locais ao forasteiro que, além de tudo, lhes "tomara" uma das suas; a despeito disto, o policial Scott o convida para uma reunião na igreja do lugar, procurando entrosá-lo com os habitantes.
O clima fica mais tenso quando Amy encontra seu gato enforcado num armário, dizendo a David que isso certamente teria sido feito por Charlie como forma de mostrar-lhes que poderia invadir o quarto do casal quando quisesse, mas ele não acredita; ela então pede que vão embora dali, e David recusa a proposta e, mesmo sentindo o aumento das tensões, aceita o convite dos empregados para uma caçada que, de fato, era uma forma de mantê-lo afastado da casa enquanto Charlie estuprava sua esposa.
A cena do estupro apresenta de início uma conduta ambígua por parte de Amy, pois seu agressor Charlie era um antigo namorado e ela, algumas vezes, o acaricia e ela parece enxergar nele seu marido, como se desejasse que este tivesse um comportamento voluntarioso como o estuprador e, ao final, pede a ele que a beije; a violência sexual fica patente quando aparece Scutt, amigo de Charlie, e os surpreende armado; o primeiro então ajuda o companheiro a também estuprar sua vítima.
Abandonado pelos companheiros no meio da caçada, David volta para casa e encontra a esposa abatida; ela não lhe conta nada mas, ainda assim, ele resolve demitir os empregados e, atendendo ao convite do policial, vão juntos à igreja para a reunião comunitária; Amy revê seus agressores que agem como se nada tivesse ocorrido. Durante o encontro o tolo Niles é levado pela filha do velho Tom até um celeiro onde ela se diverte seduzindo-o mas, sem controlar a própria força, ele acaba por matá-la acidentalmente. Ao notarem a falta da garota, os homens do lugar associam seu sumiço á saída de Niles, e começam a caçá-lo.
O casal volta para casa sob forte neblina e acabam por atropelar Niles que seguia desnorteado pela estrada de terra da fazenda; David o coloca no carro e o leva com eles, a despeito de a esposa se recusar a fazê-lo; na fazenda ele pede socorro, ligando para o bar onde o velho Tom e seus amigos (os mesmos que trabalharam na fazenda) ficam sabendo onde Niles está; eles resolvem então partir para lá, a fim de a um tempo capturar o assassino e se vingarem do casal que lhes causava inveja e humilhação.
O velho Tom e seus aliados, todos já embriagados, tentam invadir a casa e, então, segue-se a uma escalada de violência onde David delibera defender sua casa por todos os meios, recusando-se a entregar Niles aos homens. Primeiro ele tenta dialogar mas, com a chegada do policial Scott, as coisas se agravam pois Tom o mata quando este tenta lhe tirar a arma.
Os homens tentam invadir a residência, quebrando janelas; David então procura meios de defesa e, quando Amy quer ceder, a machuca até ficar cooperativa; ele constrói armadilhas e estratégias para confundir os invasores; David sai vitorioso da batalha e o filme termina com ele levando o idiota Niles de carro para a cidadezinha. O homem então diz não saber onde fica sua casa, e David, enigmaticamente, sorri e diz que também não sabe onde fica a sua.

## Elenco principal
- Dustin Hoffman .... David Sumner
- Susan George .... Amy Sumner
- Del Henney .... Charlie Venner
- Peter Vaughan .... Tom Hedden
- David Warner .... Henry Niles
- T. P. McKenna .... Major Scott